# Thecla floreus
Thecla floreus är en fjärilsart som beskrevs av Druce 1907. Thecla floreus ingår i släktet Thecla och familjen juvelvingar. Inga underarter finns listade i Catalogue of Life.